# Pineda de Gigüela
Pineda de Gigüela és un municipi de la província de Conca, a la comunitat autònoma de Castella-La Manxa.

## Fills il·lustres
- Francisco Sainz Saus (1786-1871) organista, mestre de capella i compositor de música religiosa.

## Demografia
| 1991 |  | 1996 |  | 2001 |  | 2004 |
| ---- |  | ---- |  | ---- |  | ---- |
| 207  |  | 171  |  | 129  |  | 137  |